# Climacteris
Climacteris är ett fågelsläkte i familjen eukalyptuskrypare inom ordningen tättingar. Släktet omfattar fem arter som förekommer i Australien:
- Rödbrynad eukalyptuskrypare (C. erythrops)
- Vitbrynad eukalyptuskrypare (C. affinis)
- Rostfärgad eukalyptuskrypare (C. rufus)
- Brun eukalyptuskrypare (C. picumnus)
- Svartstjärtad eukalyptuskrypare (C. melanurus)